# Miranda Fricker
Miranda Fricker, FBA (nacida el 12 de marzo de 1966) es una filósofa inglesa que actualmente ocupa el cargo de Profesora Presidencial de Filosofía en el Servicio de Graduados de la Universidad de la Ciudad de Nueva York. Fricker acuñó el término injusticia epistémica, el concepto de una injusticia ejercida en contra de alguien "específicamente en su capacidad como portador de conocimiento", y exploró el concepto en su libro Injusticia Epistémica publicado en 2007. Es también Profesora Investigadora en Filosofía a tiempo parcial en la Universidad de Sheffield.

## Publicaciones seleccionadas

### Libros
- The Epistemic Life of Groups: Essays in the Epistemology of Collectives, eds. Brady & Fricker (Oxford University Press, 2016)
- Epistemic Injustice: Power and the Ethics of Knowing (Oxford University Press, 2007)
- The Cambridge Companion to Feminism in Philosophy, co-edited with Jennifer Hornsby (Cambridge University Press, 2000

### Artículos seleccionados
- "Powerlessness and Social Interpretation", Episteme: A Journal of Social Epistemology Vol. 3 Issue 1-2 (2006); 96-108
- "Epistemic Injustice and A Role for Virtue in the Politics of Knowing", Metaphilosophy vol. 34 Nos. 1/2 Jan 2003; reprinted in M. Brady and D. Pritchard eds. Moral and Epistemic Virtues (Blackwell, 2003)
- "Life-Story in Beauvoir’s Memoirs", The Cambridge Companion to Simone de Beauvoir ed. Claudia Card (CUP, 2003)
- "Confidence and Irony", Morality, Reflection, and Ideology ed. Edward Harcourt (OUP, 2000)
- "Pluralism Without Postmodernism", The Cambridge Companion to Feminism in Philosophy eds. M. Fricker and J. Hornsby (CUP, 2000)